# Provincia Colón
| Provincia Colón               | Provincia Colón                            |
| ----------------------------- | ------------------------------------------ |
| Drapelul provinciei Colón     |                                            |
| Informații generale           |                                            |
| Nume nativ                    | Provincia de Colón                         |
| Țară                          | Panama                                     |
| Fondare                       | 27 februarie 1852                          |
| Orașe                         |                                            |
| - Capitală                    | Colón (206.553 loc.)                       |
| - Coordonate                  | 9°21′31″N 79°54′0″V / 9.35861°N 79.90000°V |
| Suprafață                     |                                            |
| - Suprafață totală            | 4.868,36 km2                               |
| Subdiviziuni                  |                                            |
| - Districte                   | 5                                          |
| - Corregimiente               | 40                                         |
| Populație                     |                                            |
| - Totală                      | 241.928                                    |
| - Densitate                   | 49,7 loc./km2                              |
| Fus orar                      | UTC−5                                      |
| ISO 3166-2                    | PA-3                                       |
| Amplasarea de Colón în Panama |                                            |

Colón este una din cele nouă provincii ale Republicii Panama și se află în centrul a țării. Provincia are o suprafață de 4.868,36 km2 și o populație de peste 240.000 de locuitori. Provincia a fost denumită după orașul cu acelaș nume. Ambele sunt denumite după Cristofor Columb (în spaniolă: Cristofor Colón).

## Geografie
Provincia Colón se învecinează la vest cu provincia Veraguas, la nord cu Marea Caraibilor, la est cu teritoriul Guna Yala și la sud-est cu provincia Panamá și la sud-vest cu provincia Coclé. Capitala și cel mai mare oraș al provinciei este Colón cu peste 200.000 de locuitori (populația se referă la districtul Colón). Orașul Colón este așezat la golful Limón care este începutul intrării în canalul Panama. Navele navighează 8,7 kilometri prin golful Limón și intră într-un canal care duce 3,2 km până la intrare în lacul Gatún. Intrarea se face prin excluzele Gatún. Cu o suprafață de 423,15 km2 este lacul Gatún cel mai mare lac din Panama. Gatún este un lac artificial format prin costruirea barajului Gatún și duce navele pe o distanță de 24,2 km prin canalul Panama.
Fortificația San Lorenzo în Portobelo, construită de spanioli în secolele XVII și XVIII, a fost înscrisă pe lista patrimoniului cultural mondial UNESCO în 1980.

### Arii protejate
- Parque Nacional Chagres
- Parque Nacional General de División Omar Torrijos Herrera
- Parque Nacional Portobelo
- Parque Nacional Soberanía

Parque Nacional Chagres (Parcul Național Chagres) are o suprafață de 129.585 ha și se întinde în provinciile Colón și Panamá. Parcul se află în regiunea de unde provin cele mai multe ape care ajung în canalul Panama. Fondarea a fost în 1984.
Parque Nacional General de División Omar Torrijos Herrera (Parcul Național General de Divizie Omar Torrijos Herrera) se extinde pe o suprafață de 25.275 ha. Parcul a fost fondat pe 31 iulie 1986 și a fost denumit după generalul și liderul juntei militare Omar Torrijos care s-a prebușit cu un avion în 1981 pe muntele Marta. Majoritatea parcului național general de divizie Omar Torrijos Herrera se află în provincia Coclé.
Parque Nacional Portobelo (Parcul Național Portobelo) are o suprafață de 35.929 ha. Parcul a fost fondat în 1976.
Parque Nacional Soberanía (Parcul Național Soberanía) are o suprafață de 19.545 ha și se întinde în provinciile Colón și Panamá la est de canalul Panama. Parcul este situat la doar 25 km de Ciudad de Panamá și a fost fondat pe 27 mai 1980.

## Districte
Provincia Colón este împărțită în cinci districte (distritos) cu 40 corregimiente (corregimientos; subdiviziune teritorială, condusă de un corregidor).
| District                | Suprafață [km2] | Corregimient | Cabecera (Reședință) |
| ----------------------- | --------------- | --- | -------------------- |
| Districtul Colón        | 1.475,16        | Barrio Norte, Barrio Sur, Buena Vista, Cativá, Ciricito, Cristóbal, Escobal, Limón, Nueva Providencia, Puerto Pilón, Sabanitas, Salamanca, San Juan, Santa Rosa | Colón                |
| Districtul Chagres      | 445,38          | Nuevo Chagres, Achiote, El Guabo, La Encantada, Palmas Bellas, Piña, Salud                                                                                      | Nuevo Chagres        |
| Districtul Donoso       | 1.827,39        | Miguel de la Borda, Coclé del Norte, El Guásimo, Gobea, Río Indio, San José del General                                                                         | Miguel de la Borda   |
| Districtul Portobelo    | 393,98          | Portobelo, Cacique, Garrote, Isla Grande, María Chiquita | Portobelo            |
| Districtul Santa Isabel | 726,43          | Palenque, Cuango, Miramar, Nombre de Dios, Palmira, Playa Chiquita, Santa Isabel, Viento Frío                                                                   | Palenque             |

## Galerie de imagini

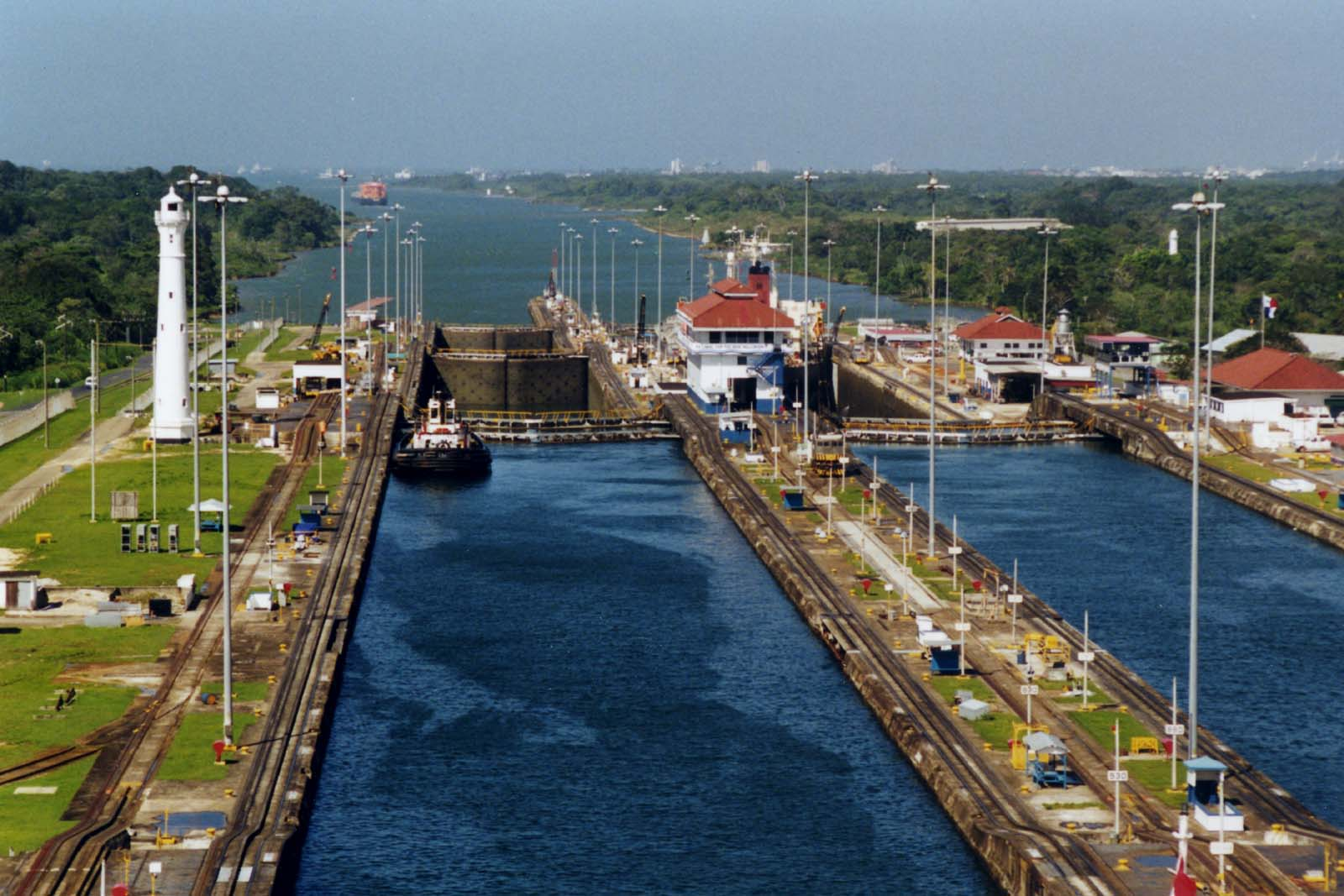
Ecluzele Gatún
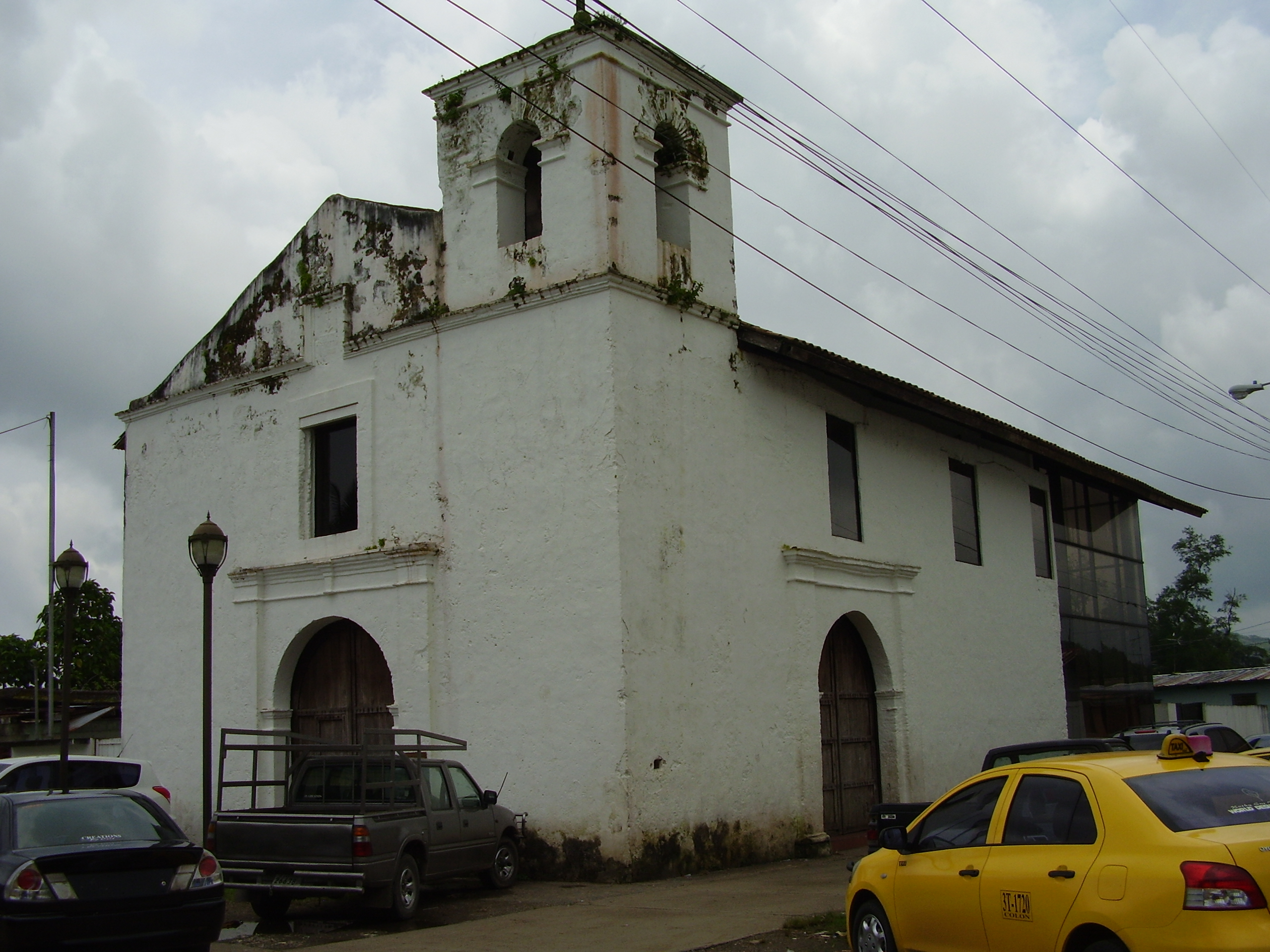
Biserica San Juan de Dios în Portobelo
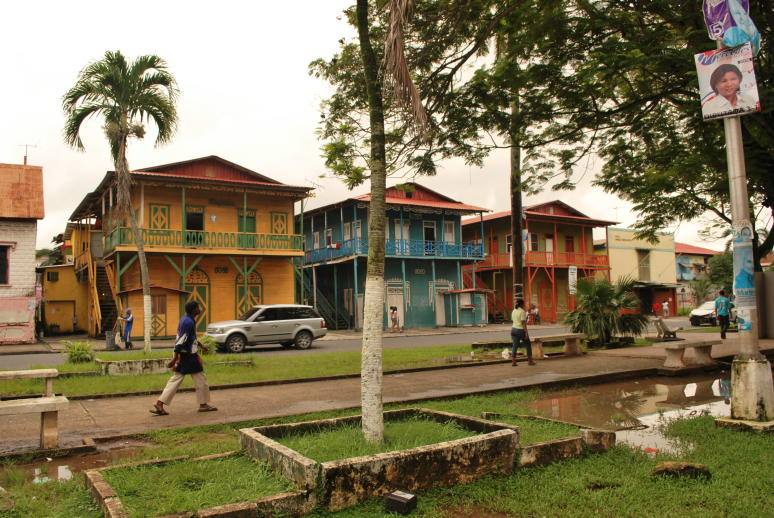
Case în Colón
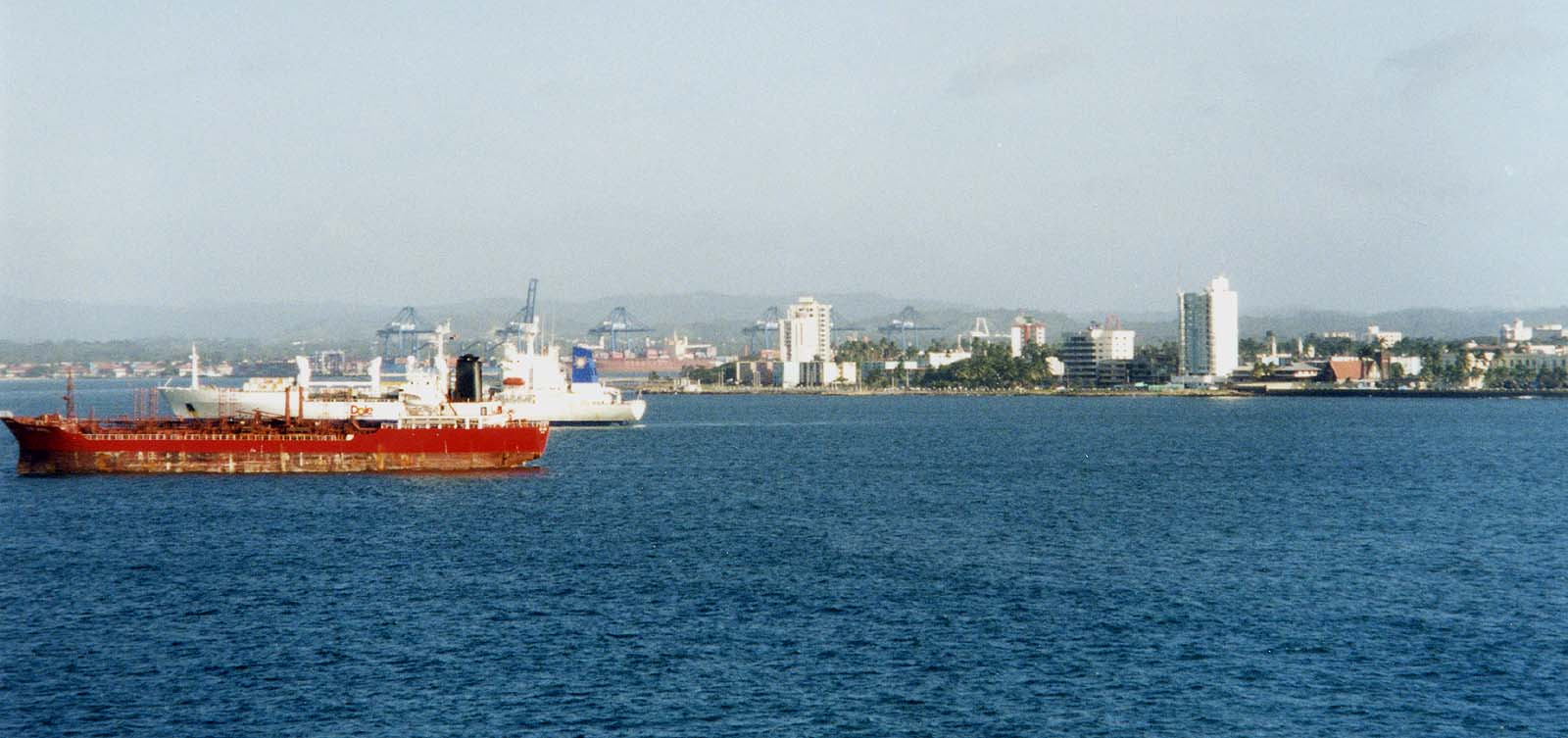
Orașul Colón
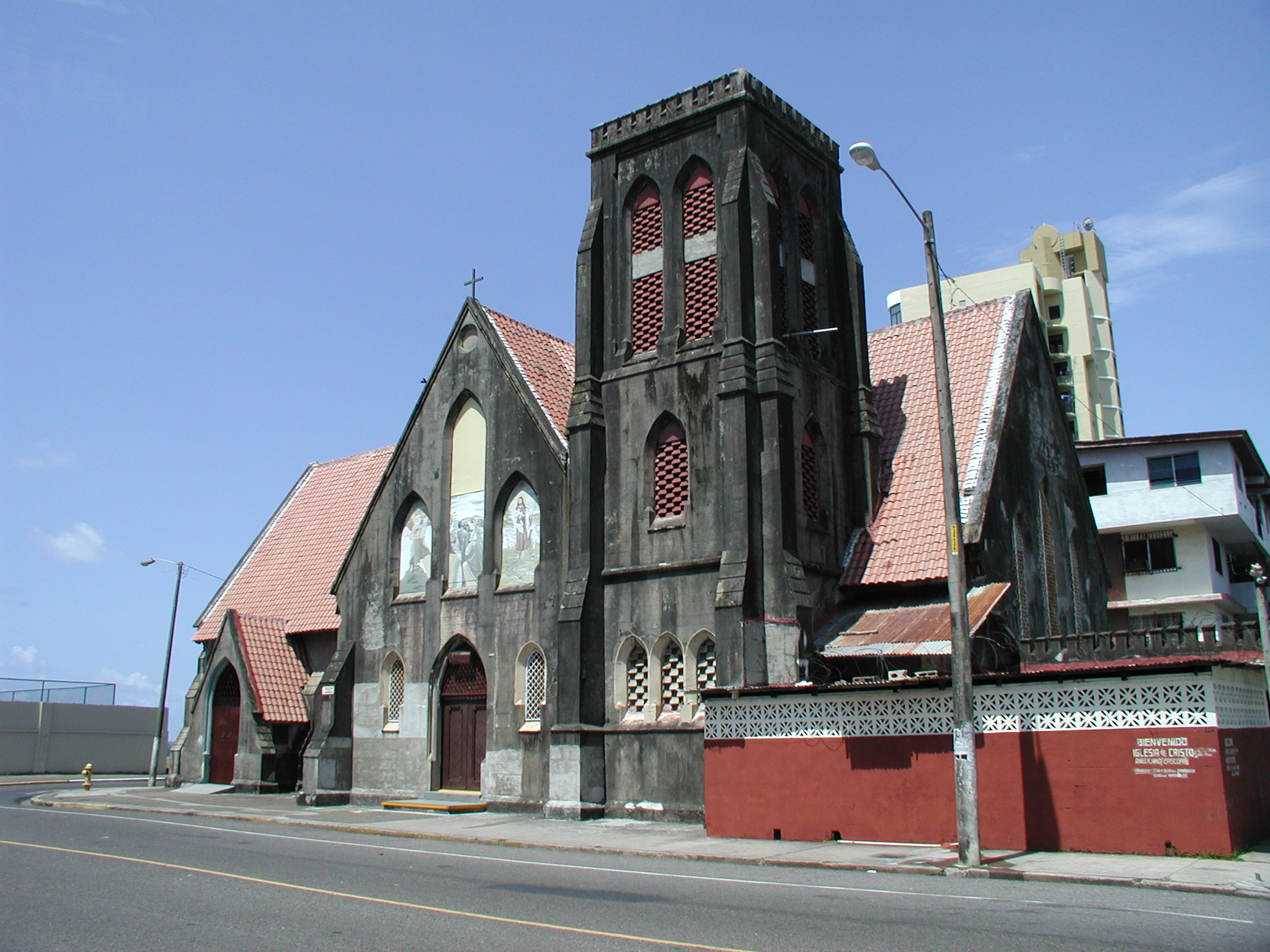
Biserică în Colón
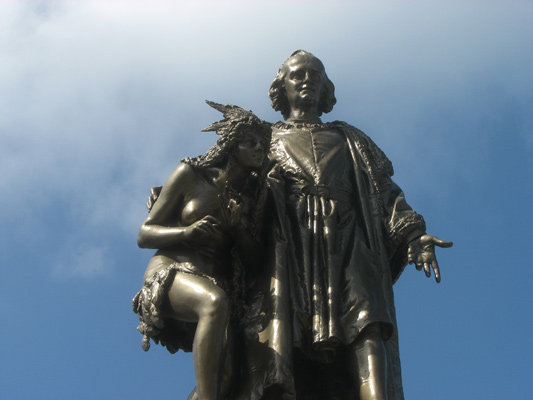
Statuia lui Cristofor Columb

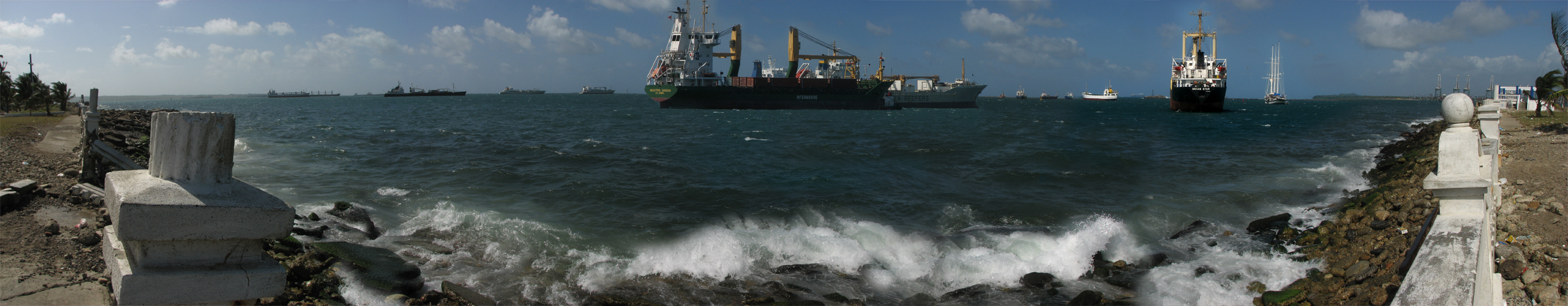
Panorama a intrării în canalul Panama